# Giorgio Pollera
Giorgio Pollera (Asmara, 1912 – Dorba, 12 dicembre 1936) è stato un militare italiano.
Figlio meticcio di Alberto Pollera, costituisce una figura emblematica collegata alla legislazione razziale fascista: il governo italiano che aveva già iniziato a emanare le severe leggi razziali fu lo stesso infatti che decise di insignirlo della medaglia d'oro al valor militare, altissima onorificenza militare che fu conferita durante la guerra d'Etiopia oltre che a lui solo ad un altro meticcio, Adolfo Prasso.

## Biografia
Quarto figlio meticcio dell'alto funzionario ed antropologo Alberto Pollera e della nativa eritrea Unesc Araià Capté, studiò presso il convitto dell'opera salesiana di Terni.
Nel novembre 1932 si iscrisse alla scuola per allievi ufficiali di complemento a Bra, venendo assegnato il 30 giugno 1933 al 1º battaglione pesante.
Dopo il congedo avvenuto il 31 gennaio 1934, riprese gli studi universitari in economia. Il dicembre 1935, su sua richiesta, venne riarruolato ed inviato in Somalia, giungendo a Mogadiscio il 2 gennaio 1936, dove prestò servizio presso l'intendenza dell'Africa Orientale Italiana. In seguito venne aggregato al VII gruppo bande armate dubat del Regio Corpo Truppe Coloniali del governo della Galla Sidama.
Il 6 agosto 1936 occupò con la sua truppa la città di Iavello, la cui prima incursione della divisione Laghi risaliva al precedente 11 luglio.
Il 12 dicembre 1936 morì in battaglia nei pressi di Dobra, sulle rive del fiume Omo Bottego.
Nel 1938 l'Università di Roma gli conferì in memoria la laurea ad honorem in scienze economiche e commerciali.

## Ricordo

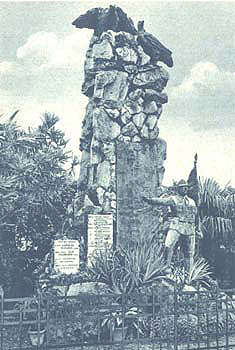
Monumento agli ex allievi di don Bosco caduti (Collegio Lucarini, Trevi)

In memoria di Giorgio Pollera è posta una lapide sulla strada degli artiglieri a Rovereto, in provincia di Trento.
Il suo nome compare sul monumento agli ex allievi di Don Bosco caduti del collegio "Virgilio Lucarini" di Trevi, in provincia di Perugia.